# Marsupella arctica
Marsupella arctica là một loài rêu tản trong họ Gymnomitriaceae. Loài này được (Berggr.) Bryhn & Kaal. miêu tả khoa học lần đầu tiên năm 1906.